# 中管鼻蝠
中管鼻蝠（学名：Murina huttoni）为蝙蝠科管鼻蝠属的动物。分布于印度， 老挝， 马来西亚， 缅甸， 尼泊尔， 巴基斯坦， 泰国，越南，台湾岛以及中国大陆的广西、福建等地。该物种的模式产地在印度。

## 亚种
- 中管鼻蝠福建亚种（学名：Murina huttoni rubella），Thomas于1914年命名。分布于台湾岛以及中国大陆的广西、福建等地。该物种的模式产地在福建挂墩。[3]
- 中管鼻蝠指名亚种（学名：Murina huttoni huttoni）